# Půlnoc v Paříži
Půlnoc v Paříži (v originále Midnight in Paris) je americký hraný film, který natočil Woody Allen. Film měl světovou premiéru 11. května 2011, když byl vybrán, aby zahájil 64. Filmový festival v Cannes.

## Děj
Dvojice mladých Američanů Gil a Inez připravuje svou svatbu. Stráví několik dní v Paříži, když provázejí rodiče Inez, kteří jedou služebně do Francie. Zatímco Gil podlehne kouzlu francouzského hlavního města a plánuje se sem přestěhovat, jeho pragmatická snoubenka ani budoucí tchán a tchyně to vůbec neoceňují. Nečekané setkání s jiným americkým párem, jehož samolibý a nudný manžel je bývalý milenec Inez, přispěje k postupnému odcizení mladých snoubenců. Gil si prochází město, aby našel inspiraci pro svůj další román. Úderem půlnoci je pozván nasednout do starého peugeotu, které jej proveze Paříží 20. let. V průběhu noci tak potkává známé osobnosti té doby jako Zelda a Francis S. Fitzgeraldovi, Cole Porter, Ernest Hemingway, Juan Belmonte, Gertrude Steinová, Pablo Picasso, T. S. Eliot, Salvador Dalí, Luis Buñuel, Man Ray, Henri Matisse aj. Postupně se zamiluje do Adriany, která byla múzou Picassa a Modiglianiho. Jsou to však jen sny o dávné Paříži.

## Obsazení
| Owen Wilson               | Gil                      |
| Rachel McAdamsová         | Inez                     |
| Marion Cotillard          | Adriana                  |
| Michael Sheen             | Paul                     |
| Adrien Brody              | Salvador Dalí            |
| Marcial Di Fonzo Bo       | Pablo Picasso            |
| Tom Hiddleston            | Francis Scott Fitzgerald |
| Alison Pill               | Zelda Fitzgeraldová      |
| Kathy Batesová            | Gertrude Steinová        |
| Kurt Fuller               | John                     |
| Mimi Kennedy              | Helen                    |
| Lil Mirkk                 | Jake Henson              |
| Carla Bruniová-Sarkozyová | průvodkyně v muzeu       |
| Corey Stoll               | Ernest                   |
| Nina Arianda              | Carol                    |
| Gad Elmaleh               | detektiv Tisserant       |
| Daniel Lundh              | Juan Belmonte            |
| Léa Seydouxová            | Gabrielle                |

## Zajímavosti
Film byl kompletně natočen v Paříži s výjimkou několika záběrů v obci Giverny a na zámku Vincennes u Paříže. V epizodní roli průvodkyně v Rodinově muzeu se objevila i manželka francouzského prezidenta Carla Bruniová-Sarkozyová. Plakát k filmu částečně upomíná na obraz Vincenta van Gogha Hvězdná noc.